# اثرات تغییر اقلیم بر تنوع زیستی گیاهی

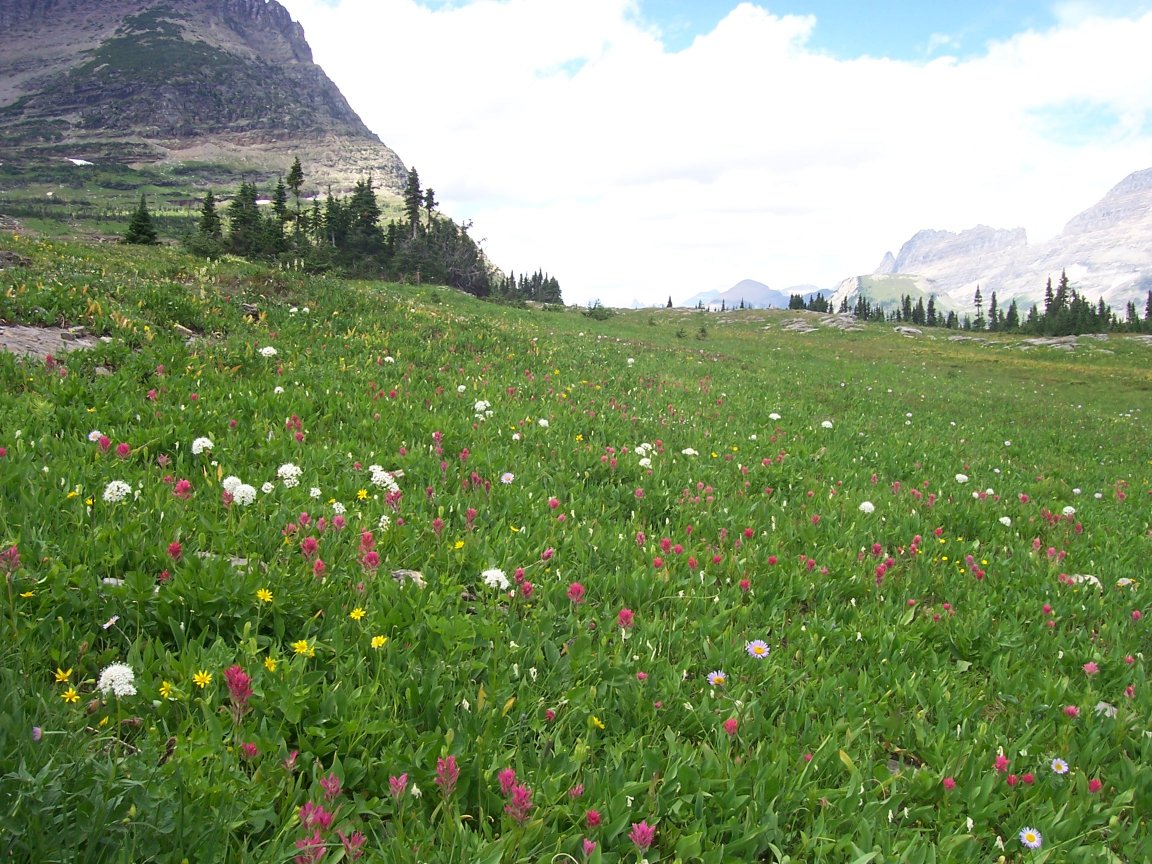
گیاهان آلپ یکی از گروه‌هایی هستند که انتظار می‌رود به شدت در برابر تأثیرات تغییرات اقلیمی آسیب‌پذیر باشند (گذرگاه لوگان، در مونتانا، ایالات متحده).

درست مانند بسیاری از اشکال دیگر حیات که در حال از دست دادن تنوع زیستی هستند، شاهد کاهش مداوم تنوع زیستی گیاهان هستیم. یکی از دلایل این کاهش، تغییرات اقلیمی است. شرایط محیطی نقش کلیدی در تعریف عملکرد و توزیع جغرافیایی گیاه ایفا می‌کنند؛ بنابراین، وقتی شرایط محیطی تغییر می‌کند، می‌تواند منجر به تغییراتی در تنوع زیستی شود. اثرات تغییرات اقلیمی بر تنوع زیستی گیاهی را می‌توان با استفاده از مدل‌های مختلف، به عنوان مثال مدل‌های زیست‌اقلیمی، پیش‌بینی کرد.
زیستگاه‌ها ممکن است به دلیل تغییرات اقلیمی تغییر کنند. این می‌تواند باعث شود گیاهان و آفات غیربومی بر تنوع پوشش گیاهی بومی تأثیر بگذارند. بنابراین، پوشش گیاهی بومی ممکن است در برابر آسیب آسیب‌پذیرتر شود.
مثال دیگر آتش‌سوزی‌های جنگلی است: اگر به دلیل تغییرات اقلیمی شدیدتر شوند، ممکن است منجر به شرایط سوختگی شدیدتر و فواصل کوتاه‌تر آتش‌سوزی شود. این می‌تواند تنوع زیستی پوشش گیاهی بومی را تهدید کند.

## تأثیرات مستقیم
متغیرهای اقلیمی متغیر مرتبط با عملکرد و توزیع گیاهان شامل افزایش غلظت، افزایش دمای جهانی، تغییر الگوهای بارندگی و تغییرات در الگوی رویدادهای شدید آب و هوایی مانند گردبادها، آتش‌سوزی‌ها یا طوفان‌ها می‌شود.
از آنجا که گیاهان منفرد و بنابراین گونه‌ها فقط می‌توانند از نظر فیزیولوژیکی عمل کنند و چرخه‌های زندگی خود را با موفقیت تحت شرایط محیطی خاص (در حالت ایده‌آل در زیرمجموعه‌ای از این شرایط) تکمیل کنند، تغییرات آب و هوایی احتمالاً تأثیرات قابل توجهی بر گیاهان از سطح فردی تا سطح اکوسیستم یا زیست‌بوم خواهد داشت.

### اثرات دما
یک فرضیه رایج در بین دانشمندان این است که هرچه یک منطقه گرمتر باشد، تنوع گیاهی آن بیشتر است. این فرضیه را می‌توان در طبیعت مشاهده کرد، جایی که تنوع زیستی گیاهی بالاتر اغلب در عرض‌های جغرافیایی خاصی قرار دارد (که اغلب با آب و هوا/دمای خاصی مرتبط است). گونه‌های گیاهی در اکوسیستم‌های کوهستانی و برفی به دلیل تغییرات اقلیمی در معرض خطر بیشتری برای از دست دادن زیستگاه خود هستند. پیش‌بینی می‌شود اثرات تغییرات اقلیمی در کوهستان‌های عرض جغرافیایی شمالی شدیدتر باشد. مشخص شده است که گرما و خشکسالی در نتیجه تغییرات اقلیمی، به شدت بر میزان مرگ و میر درختان تأثیر می‌گذارد و اکوسیستم‌های جنگلی را در معرض خطر بالایی قرار می‌دهد.

### تغییرات در توزیع‌ها

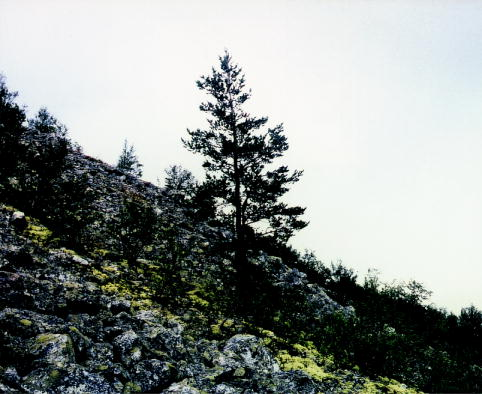
درخت کاج نشان‌دهندهٔ افزایش ارتفاعی ۱۰۵ متری در طول دورهٔ ۱۹۱۵ تا ۱۹۷۴ است. نیپفجلت، سوئد

اگر عوامل اقلیمی مانند دما و بارندگی در منطقه‌ای فراتر از تحمل انعطاف‌پذیری فنوتیپی یک گونه تغییر کنند، تغییرات توزیع گونه ممکن است اجتناب‌ناپذیر باشد. در حال حاضر شواهدی وجود دارد که نشان می‌دهد گونه‌های گیاهی در پاسخ به تغییرات آب و هوایی منطقه‌ای، دامنه پراکندگی خود را از نظر ارتفاع و عرض جغرافیایی تغییر می‌دهند. با این حال، پیش‌بینی چگونگی تغییر محدوده گونه‌ها در پاسخ به آب و هوا و تفکیک این تغییرات از سایر تغییرات محیطی ساخته دست بشر مانند اتروفیکاسیون، باران اسیدی و تخریب زیستگاه دشوار است.
در مقایسه با نرخ مهاجرت گونه‌های گیاهی گزارش‌شده در گذشته، سرعت بالای تغییرات فعلی نه تنها پتانسیل تغییر توزیع گونه‌ها را دارد، بلکه بسیاری از گونه‌ها را نیز قادر به پیروی از اقلیمی که با آن سازگار شده‌اند، نمی‌کند. شرایط محیطی مورد نیاز برخی گونه‌ها، مانند مناطق آلپی، ممکن است به کلی از بین برود. نتیجه این تغییرات احتمالاً افزایش سریع خطر انقراض خواهد بود. سازگاری با شرایط جدید نیز می‌تواند در واکنش گیاهان از اهمیت زیادی برخوردار باشد.
با این حال، پیش‌بینی خطر انقراض گونه‌های گیاهی آسان نیست. برای مثال، برآوردهای مربوط به دوره‌های خاص تغییرات سریع اقلیمی در گذشته، انقراض گونه‌های نسبتاً کمی را در برخی مناطق نشان داده است. دانش در مورد چگونگی سازگاری یا بقای گونه‌ها در مواجهه با تغییرات سریع هنوز نسبتاً محدود است.
اکنون مشخص است که از بین رفتن برخی از گونه‌ها برای انسان‌ها بسیار خطرناک خواهد بود زیرا آنها ارائه خدمات را متوقف خواهند کرد. برخی از آنها ویژگی‌های منحصر به فردی دارند که نمی‌توان آنها را با هیچ چیز دیگری جایگزین کرد.
توزیع گونه‌ها و گونه‌های گیاهی به دنبال اثرات تغییرات اقلیمی محدود خواهد شد. تغییرات اقلیمی می‌تواند بر مناطقی مانند زمستان‌گذرانی و محل‌های تولید مثل پرندگان تأثیر بگذارد. پرندگان مهاجر پس از ساعت‌ها مهاجرت، از مناطق زمستان‌گذرانی و تولید مثل به عنوان مکانی برای تغذیه و تجدید قوا استفاده می‌کنند. اگر این مناطق به دلیل تغییرات اقلیمی آسیب ببینند، در نهایت بر آنها نیز تأثیر خواهد گذاشت.
جنگل‌های پست در طول آخرین دوره یخبندان کوچک‌تر شده‌اند و آن مناطق کوچک به جزیره‌هایی تبدیل شده‌اند که از گیاهان مقاوم در برابر خشکسالی تشکیل شده‌اند. در آن مناطق کوچک پناهندگان، گیاهان سایه‌دوست زیادی نیز وجود دارد. به عنوان مثال، دینامیک علفزارهای آهکی به دلیل عوامل اقلیمی به‌طور قابل توجهی تحت تأثیر قرار گرفت.
تغییرات در مناسب بودن زیستگاه برای یک گونه، نه تنها با تغییر منطقه‌ای که یک گونه می‌تواند از نظر فیزیولوژیکی تحمل کند، بلکه با تغییر میزان رقابت مؤثر آن گونه با سایر گیاهان در این منطقه، تغییرات توزیعی را هدایت می‌کند. بنابراین، تغییرات در ترکیب جامعه نیز از نتایج مورد انتظار تغییرات اقلیمی است.